# Heinrich Müller (teolog)

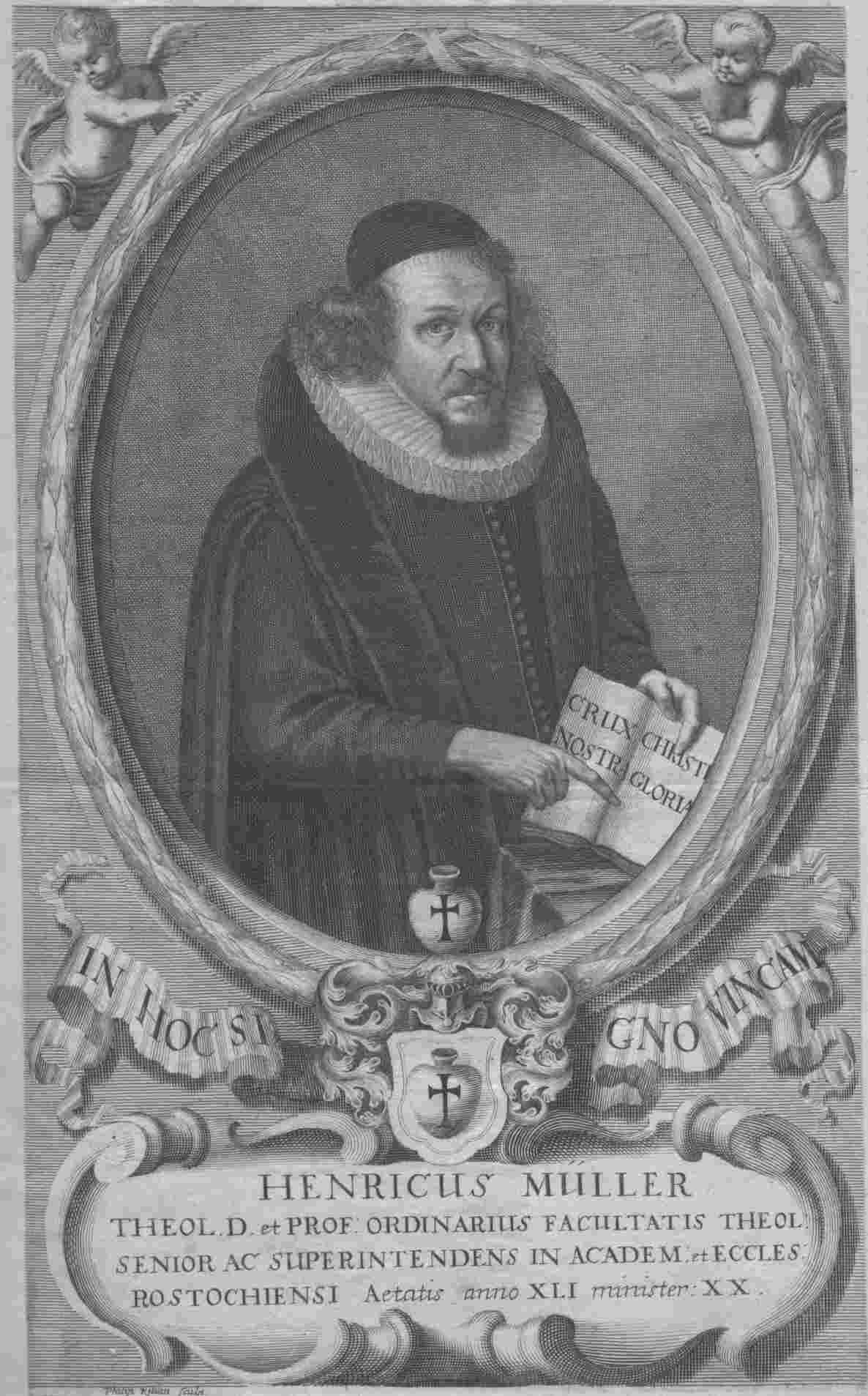
Heinrich Müller

Heinrich Müller, född 18 oktober 1631 i Lübeck, död 23 september 1675 i Rostock, var en tysk luthersk teolog. 
Müller blev i Rostock 1659 professor i grekiska, 1662 teologie professor och pastor vid Mariakyrkan samt 1671 superintendent. Müller hörde till de kyrkomän som, medan de själva i sin åskådning helt stod på ortodoxins grund, dock kraftigt reagerade mot det kyrkliga livets allt tydligare framträdande förstelning och ivrigt verkade för att väcka ett varmare fromhetsliv samt härigenom bildade utgångs- och anknytningspunkter för pietismens strävanden. Hans uppbyggelseskrifter, av vilka flera översatts till svenska, hörde länge till de mest lästa inom lutherska kyrkan. Särskilt kan nämnas Himmlischer Liebeskuss (1659), de två predikosamlingarna Apostolische och Evangelische Schlusskette und Kraftkern (1663 och 1672), Geistliche Erquickstunden (1664) och den efter hans död utgivna Evangelischer Herzensspiegel (1679). Geistliche Erquickstunden utkom i svensk översättning 1693 med titeln Andelige Wederqweckelser och Roo-Stunder på boktryckaren Nathanael Goldenaus bekostnad.
Även som psalmdiktare gjorde sig Müller bemärkt.

## Psalmer
- Du snöda värld, farväl (1695 nr 273, 1937 nr 550) var attribuerad till Müller i 1819 års psalmbok, men till "Okänd tysk förf. (1675)" i 1937 års dito.